# James M. McIntosh
James McQueen McIntosh (circa 1828 – 7 maart 1862 was een beroepsmilitair in het Amerikaanse leger. Tijdens de Amerikaanse Burgeroorlog diende hij in het Confederate States Army als brigadegeneraal. Hij leidde een cavaleriebrigade en sneuvelde tijdens de Slag bij Pea Ridge.

## Vroege jaren
McIntosh werd geboren rond 1828 in Fort Brooke (in het hedendaagse Tampa), Florida. Hij was de zoon van een beroepsmilitair uit Georgia. Zijn jongere broer was de toekomstige generaal-majoor John Baillie McIntosh. Hun overgroot oom was generaal Lachlan McIntosh die had meegevochten in de Amerikaanse Onafhankelijkheidsoorlog. Hun vader zou sneuvelen tijdens de Slag om Molino del Rey in de Mexicaans-Amerikaanse Oorlog.

## Militaire loopbaan
McIntosh werd in 1845 toegelaten tot de United States Military Academy in West Point. Hij was echter geen goede student en studeerde af als laatste in zijn klas in 1849. Hij diende kort als tweede luitenant bij de infanterie voor hij een overplaatsing kreeg naar de cavalerie waar hij in de westelijk grensstreek diende. Hij was in Fort Smith gestationeerd op de grens van Arkansas en het Indianenterritorium. 

## Amerikaanse Burgeroorlog
Toen begin 1861 verschillende Zuidelijke staten, waaronder zijn thuisstaat Florida, uit de Verenigde Staten van Amerika vertrokken; nam hij ontslag uit het United States Army.  Hij nam dienst in het Confederate States Army en kreeg een aanstelling als kolonel in het 2nd Arkansas Mounted Rifles. Zijn regiment kreeg zijn vuurdoop tijdens de Slag bij Wilson's Creek in augustus 1861.
In de herfst van 1861 werd een plan uitgewerkt om de Inheemse Amerikanen die met de Noordelijke Staten sympathiseerden terug in het gareel te krijgen. Kolonel Douglas H. Cooper, bevelhebber van het Indian Departement, wou samen met McIntosh een gecoördineerde aanval uitvoeren op het vijandelijke kamp bij Chustenahlah. McIntosh vertrok op 22 december 1861 met 1.380 soldaten uit Fort Gibson. Toen hij hoorde dat Coopers eenheden vertraging hadden opgelopen, besliste McIntosh om de aanval alleen uit te voeren. Op het middaguur op 26 december viel viel hij het kamp binnen en versloeg Opothleyaholas Creeks en Seminoles. Als erkenning voor deze aanval en overwinning werd McIntosh in januari 1862 bevorderd tot brigadegeneraal.

## Pea Ridge en overlijden
Tijdens de Slag bij Pea Ridge had hij het bevel over een brigade in de divisie van Benjamin McCulloch. McCulloch sneuvelde en McIntosh nam het bevel van de divisie over. Zoals steeds ging hij zijn manschappen voor in de strijd. 15 minuten later werd ook hij dodelijk getroffen door een Noordelijke kogel en overleed ter plaatse.
Hij werd begraven in Fort Smith National Cemetery, een monument voor de onbekende soldaat en waar ook brigadegeneraal Alexander E. Steen bijgezet werd na de Slag bij Prairie Grove.